# ニュースピークの単語一覧
本項では、小説『1984年』に登場する架空の言語、ニュースピークの単語について解説する。

## 文法
いずれの語も動詞、名詞、形容詞、副詞の全ての用法で用いることができる。更に、節頭辞てその意味を変化させることができる。
そして、同一の規則に従っている。

### 例

#### 動詞、名詞、形容詞、副詞の変化
- 思考(thought)→think
- 切る(cut)→knife
- 速い(rapid)→スピードに満ちた(speedful)
- 速く(quickly)→スピード方式で(speedwise)

#### 節頭辞
- とても寒い(very cold)→超寒い(pluscold)
- この上なく寒い(superlatively cold)→倍超寒い(doublepluscold)
- 暖かい(warm)→非寒い(uncool)
- 前(ante-)
- 後(post-)
- 上(up-)
- 下(down-)

#### 語の変化
- 盗んだ(stole)→盗みた(stealed)
- 思った(thought)→思いた(thinked)
- 二人の男(two men)→二男(two mans)
- 二匹の牛(two oxen)→二牛(two oxes)
- 二つの命(two lives)→二命(two lifes)
- good-better-best(良い-より良い-一番良い)→good-gooder-goodest
- beautiful-more beautiful-most beautiful(美しい-より美しい-一番美しい)→beautiful-beautifuler-beautifulest
- shall,should→will,would

## A語彙群
A語群では日常生活で必要な語から成り立っているが、現在の英語(オールドスピーク)と比べるとその数は極めて少なくなったが、個々の語ははるかに厳密に規定されている。しかし、その特性上文学的な目的や政治的、哲学的な議論に用いることは困難である。

### 例

#### 単語
- 打つ→hit
- 走る→run
- 犬→dog
- 木→tree
- 砂糖→sugar
- 家→house
- 畑→field

## B語彙群
政治的目的のために作られたもので、それらは政治的意味をどんな場合にも内包しているだけでなくその使用者に党にとって望ましい心構えを押し付けるよう意図されたものである。イングソックスの諸原理を十分に理解していないと、正しく使用することは難しい。

### 例

#### 単語
- 良思考・良思考する(大雑把にいえば正統)→goodthink
- 良思考した→goodthinked
- 良思考な→goodthinkful
- 良思考に→goodthinkwise
- 良思考的→goodthinker
- 犯罪思考→crimethink
- 思考警察→thinkpol
- 真理省→Minitrue
- 真理省な→Minitruethful
- 平和省→Minipax
- 平和省な→Minipeaceful
- 愛情省→Miniluv
- 愛情省な→Minilaveful
- 潤沢省→Miniplenty
- 潤沢省な→Miniplenty
- イングランド社会主義→Ingsoc
- 旧思考(邪悪、堕落といったニュアンスがある。)→oldthink
- 性犯罪→sexcrime
- 良セックス→goodsex
- 強制収容所→joycamp(歓喜収容所)
- 記録局→Recdep
- 虚構局→Ficdep
- テレビ番組制作局→Teledep

#### 消えた単語
- 自由→free
- 名誉→honour
- 正義→justice
- 道徳→morality
- 国際協調主義→internationalism
- 民主主義→democracy
- 学問→science
- 宗教→religion

#### 使う相手によって意味をが変わる言葉
- プロールの餌（党が大衆相手にばらまくくだらない娯楽や嘘のニュース。党に対して使うと良い意味合いになり、敵に対し使うと悪い意味合いになる。）→prolefeed
- アヒル話（アヒルのようにガーガー喋ること。党に対して使えば称賛となり、敵に対して使えば悪口となる。）→duckspeak

## C語彙群
科学用語と技術用語からなる。心の習慣なり思考方法として表現する語彙はない。